# Ratio decidendi
Ratio decidendi (latin) är en juridisk term, som innebär att starka skäl finns för att ett uttalande har prejudicerande verkan som gällande rätt. Men att uttalandet om gällande rätt inte är tillämpligt i det enskilda fallet (in casu). Till skillnad från uttalanden obiter dicta har ratio decidendi-uttalanden prejudicerande verkan.